# Pleven
Pleven (bolgarsko Плевен; zgodovinsko tudi Plevna) je glavno mesto oblasti Pleven v severni Bolgariji.
Leta 2011 je mesto imelo 106.011 prebivalcev in je sedmo največje v državi.